# صندر
صندر (الاسم العلمي Sander)، جنس أسماك نهرية من الفرخيات شائكات الزعانف. أعطانها فسيحة الأرجاء تشمل معظم أنهر البلاد المعتدلة الحرارة المنحرفة نحو الباردة. أنواعه خمسة.

## روابط خارجية
- FishBase list of Sander species
- UN: True Name for Pike Perch